# 欧伯达
欧伯达（1925年9月22日—2010年12月31日），号铁樵，湖南衡阳人，中国书法家。兼任中国书画函授大学教授，河北省文联委员，河北省书协理事，承德地区书协理事长，衡阳市书法家协会名誉主席多职。欧伯达楷法北碑张玄、猛龙，隶宗张迁、石门，行法魏晋。与刘炳森、王学仲并称“中国当代三位隶书大家”，被誉为“中国书坛的一面旗帜”。

## 生平

### 早年经历
祖父欧南璞先生为湖南地方名士。1938年，欧伯达从衡阳县达志小学毕业，后因家贫辍学，进入衡阳大雅印刷厂做学徒。学徒生涯内，欧伯达在族人欧伯藩的指点下学习书法。

### 工作经历
1950年，欧伯达考入中国交通部华南公路机械工程指挥部，因写字工整，又转去交通部公路七局，历任书稿员、编辑、秘书、科长等职。1958年欧伯达从北京市被下放承德地区交通局，继而下放到汽车修理厂。
70年代起，欧伯达受北方书画名家关阔的影响，继而得国学大师王逸如先生亲授。

### 承德生活
自1958年落户承德后，欧伯达在承德生活30余年。
1986年，欧伯达加入中国书法家协会。1991年，受聘成为中国书法函授大学教授。
1980年，欧伯达筹组承德市书法篆刻研究会。1981年，欧伯达筹组承德地区书法工作者协会。1984年，承德地区书法家协会筹建，欧伯达当选为理事长。
1986年，欧伯达建立了中国书画函授大学承德分校，担任校长并亲自撰写教材、授课，并在各县区建立辅导站。

### 返乡衡阳
1992年，欧伯达以68岁高龄回归家乡衡阳市，原承德地委书记胡广义率领承德书法代表团亲自将其送回衡阳。
1996年，《欧伯达书法选集》入选中国文联“晚霞文库”。2004年9月，欧伯达书法邮票被国家邮政总局发行。

## 书法成就
欧伯达书法作品先后参加在日本、加拿大、新加坡、菲律宾、台湾等地所举办的书法展览，并多次获奖。1988年举办个人书法展两次。欧伯达书法作品被《书法》、《书法报》、《当代中国书法作品集》、《现代中国书法作品选》、《国际书法展览作品选》、《四海同心书画联展专辑》等专业书刊收录

郑州黄河碑林、鄂州莲花山元极碑林、长沙岳麓书院、南岳大庙碑廊、常德诗墙、株洲炎帝陵、衡阳岣嵝峰、回雁峰、岳屏广场、湘西草堂、明翰公园、船山公园、西湖山庄、常宁中国印山等地都将欧伯达手墨刻碑勒石。
- 书画作品
- 书画作品
- 书画作品
- 书画作品
- 书画作品

## 著作
欧伯达生前先后出版《欧伯达隶书千字文》、《欧伯达隶书选帖》、《欧伯达　欧名君　欧名杰书画作品集》、《高占祥处世歌诀五体墨本(楷隶篇)》等作品。

## 评价
- 衡阳书画家邓磐石评价欧伯达书法“笔墨纵横恣肆，结构潇洒飘逸，提按偃仰，方圆动静，莫不中规合矩，有阳刚而无剑拔弩张之势，有阴柔而无妩媚妖冶之姿[7]。”欧伯达艺术纪念馆

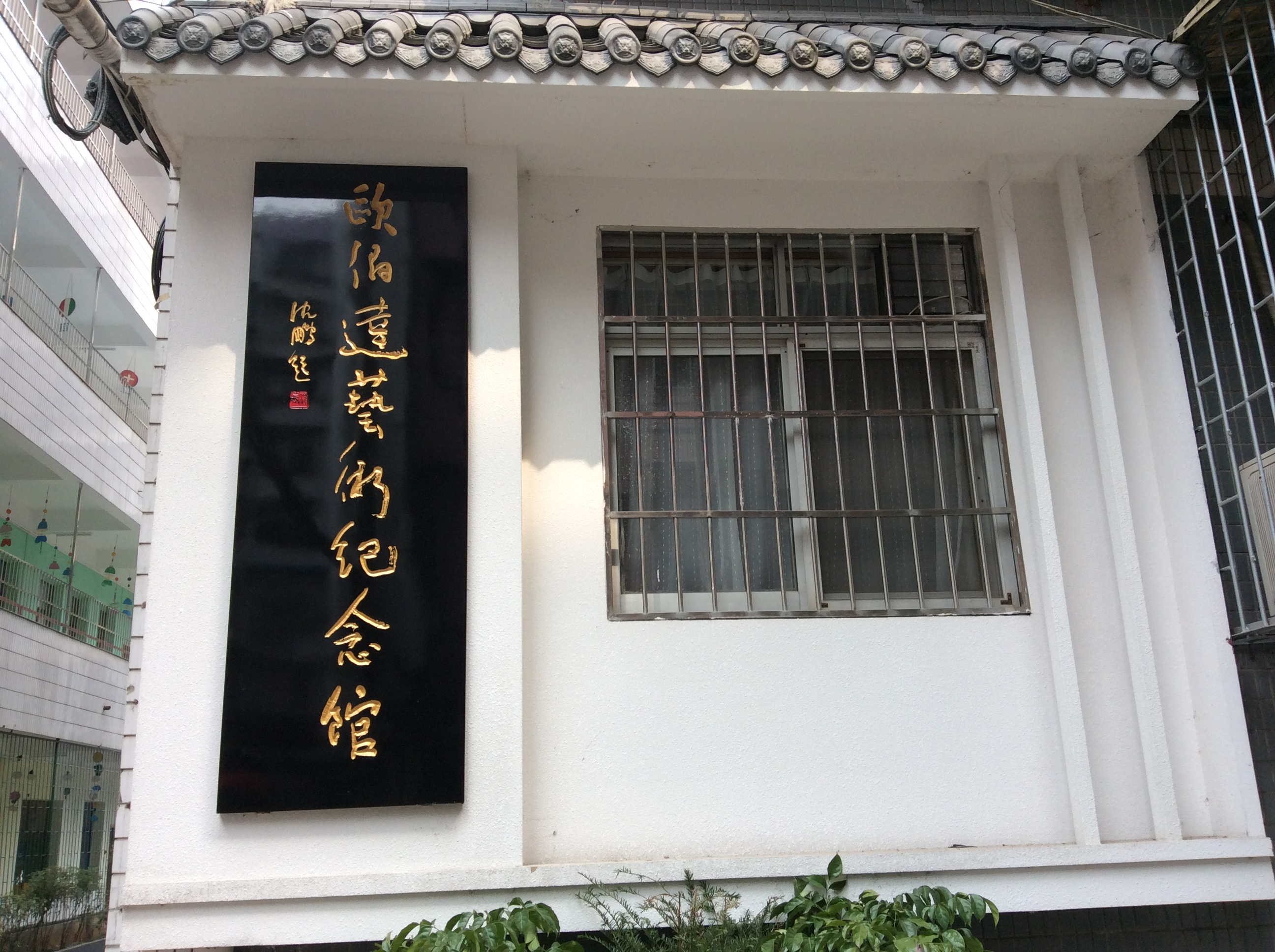
欧伯达艺术纪念馆

## 纪念活动
2011年1月7起，衡阳承德两地的欧伯达弟子与欧伯达家属三方牵头组织《欧伯达研究会》，共同整理、编辑《樵客行——欧伯达书法人生》。
2012年6月，《樵客行——欧伯达书法人生》在承德首发。8月21日在衡阳市博物馆举行发行式，同时举办欧伯达先生遗作展。
欧伯达晚年在衡阳的住宅改建为欧伯达艺术纪念馆，于于2016年12月30日开馆，向社会免费开放。